# Tête de Bacchus
La Tête de Bacchus ou  Tête de Bacchus sur gaine d'hermès est une sculpture de l'orfèvre, joaillier et sculpteur italien Luigi Valadier, actuellement conservée à la Galerie Borghèse de Rome.
Après longtemps avoir été considéré comme une statue ancienne, la documentation récente permet d'attester que si la gaine en albâtre veiné rose est peut-être d'origine archéologique, elle a été fournie par Ferdinand Lisandroni et adaptée par Benedetto Maciucchi, un expert dans ce type d'ouvrage, Luigi Valadier ayant réalisé la tête en bronze,.

## Histoire et attribution
La statue est commandée en 1773 par Marcantonio Borghese (1730-1800) pour le Palais Borghèse du Campo Marzio. Elle y est restée exposée jusqu’en 1832. Son auteur est alors oublié, comme en témoigne un écrit du jeune Antonio Canova, qui, en 1779, après être allé visiter le Palais Borghese pour admirer l’Hermaphrodite, note la présence de l’Hermès, « ce qu'était alors donné à voir à Rome de plus moderne », mais en l’attribuant à l'artiste français, André-Jean Lebrun,. 
L’œuvre est ensuite considérée comme ancienne par Antonio Nibby, qui en fait référence pour la première fois en 1832. Ernst Zacharias Platner et Adolfo Venturi la considérent comme une imitation moderne d’une œuvre ancienne,, Aldo De Rinaldis en situe l’exécution peu après la fin du XVIe siècle, Paola Della Pergola la date du XVIIe siècle et Italo Faldi du XVIIIe siècle, pour l’élégance et le style délicat du motif antique rendue dans l’esprit du premier néo-classicisme romain.
À la fin du siècle dernier, la découverte d’une note de paiement a permis l’identification certaine de l’auteur, Luigi Valadier, qui a reçu 40 scudi pour le modèle et l’exécution de la tête et 20 pour la base,. 
L’inventaire des biens de l’artiste, dressé après sa mort, indique que le buste de Bacchus faisait partie d’une série de bronzes régulièrement produits par son atelier et combinés avec différents marbres pour les proposer à sa riche clientèle.
Un deuxième exemplaire, passé sur le marché des antiquaires, est aujourd’hui conservé dans une collection privée.

## Description

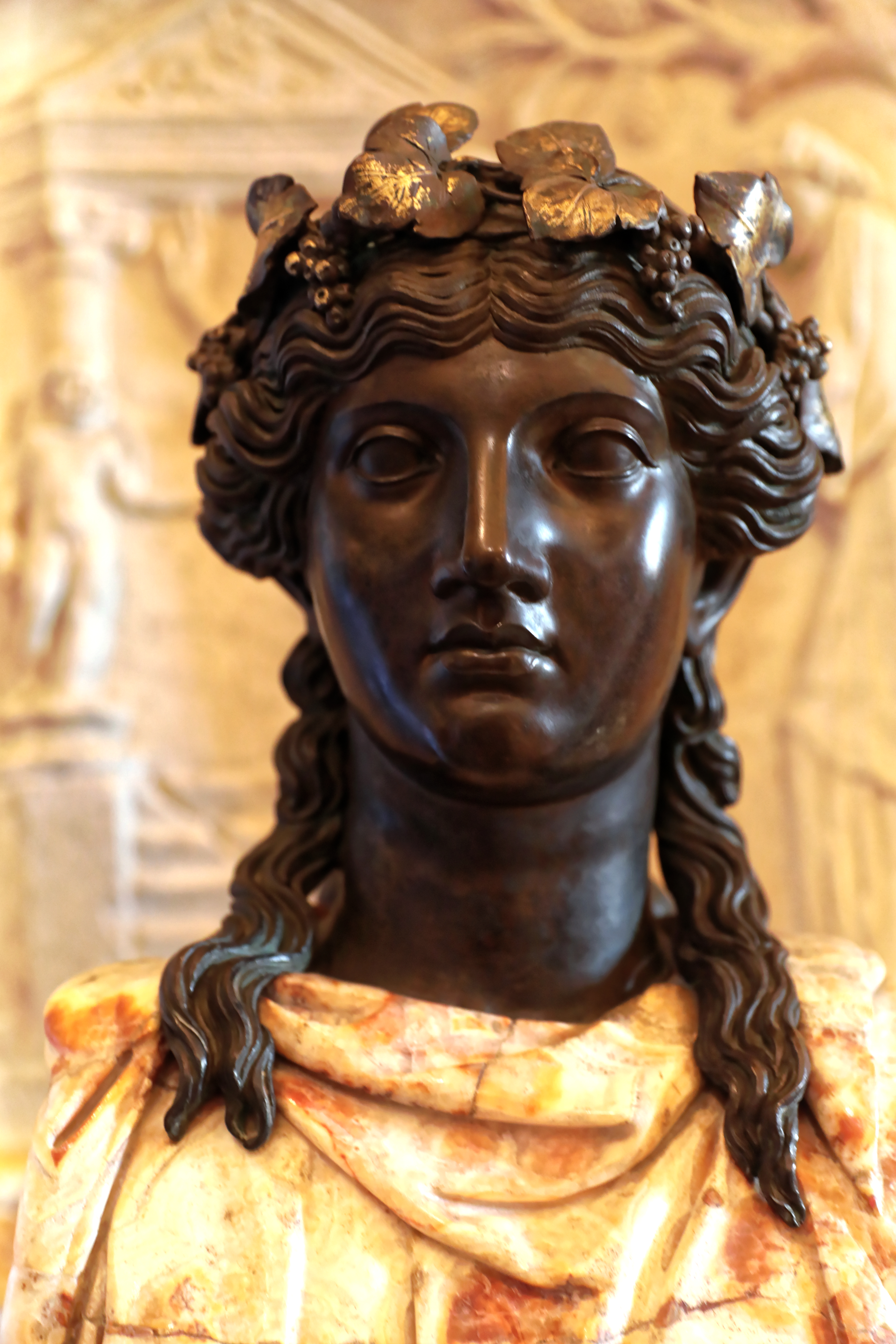
Détail de la tête.

La tête du Bacchus présente des reliefs empreints d'un graphisme linéaire souple, avec une chevelure à la patine verte, qui tombe sur les épaules en deux torsades symétriques. Une guirlande de lierre et des grappes de raisin sont déposé à son sommet, qui porte les traces de la dorure destinée à rehausser le contraste entre les différents matériaux.
Le fût d’albâtre rose est drapé dans la partie supérieure. Il résulte du remaniement d’une pièce ancienne par le tailleur de pierre Benedetto Maciucchi. Il est fixé sur une base de bronze ornée de moulures à gorge, feston de laurier et écrou lisse et sur un bloc carré en bronze noir fourni par Ferdinando Lisandroni, complétée par une base en albâtre. La base en bronze est creuse et recouvre sur les trois côtés visibles le marbre blanc, spécialement façonnée pour permettre à la partie en bronze de s’y glisser et d’y adhérer parfaitement.

## Analyse
La sculpture, qui est un exemple précoce du néo-classicisme romain, reprend la tradition classique de l'hermès. La combinaison du bronze et des pierres colorées est typique de la reprise de l’antiquité de la fin du XVIIIe siècle romain.